# Kanton Mulhouse-Ouest
Der Kanton Mulhouse-Ouest war von 1958 bis 2015 ein französischer Wahlkreis im Arrondissement Mulhouse, im Département Haut-Rhin und in der Region Elsass. Vertreter im Generalrat des Generalrat war ab 2001 Pierre Freyburger.
Der Kanton bestand aus einem Teil der Stadt Mülhausen, die Einwohnerzahl betrug 1999 25.473 Personen. Mülhausen selbst hatte zu diesem Zeitpunkt 110.359 Einwohner. Am 22. März 2015 wurde der Kanton aufgelöst.